# Adolphe Ier d'Anhalt-Köthen
Adolphe Ier d'Anhalt-Köthen (mort à Zerbst, le 28 août 1473), fut un prince allemand de la maison d'Ascanie souverain  d'Anhalt-Köthen de 1423 à sa mort.

## Biographie
Adolphe Ier est le fils aîné d'Albert IV d'Anhalt-Köthen et de sa première épouse Elisabeth, fille de Gebhard III, comte de Mansfeld. À la mort de son père en 1423, Adolphe lui succède en Anhalt-Köthen conjointement avec son frère cadet Valdemar V comme corégent. Le jeune demi-frère Albert VI, encore mineur, est écarté de la succession. Après la mort de Valdemar V en 1436, Adolphe Ier devient donc le seul souverain de la principauté avec le titre de « Seigneur de Köthen ».

## Succession
Les trois fils survivants d'Adolphe Ier, Magnus, Guillaume et Adolphe II, ayant décidé de se consacrer à la vie religieuse, les seuls héritiers de la principauté d'Anahlt-Köthen capables de poursuive la lignée se trouvent être son demi-frère Albert VI et le jeune fils d'Albert, Philippe. 
Craignant que sa famille ne disparaissent à la génération suivante, Adolphe Ier décide en 1471 de contracter un accord de succession avec son cousin Georges Ier d'Anhalt-Dessau. Selon les termes de leur contrat, Georges Ier doit recevoir la moitié d'Anhalt-Köthen comme « Mitherr » (c'est-à-dire corégent), et l'autre moitié doit revenir à Albert VI, qui avait depuis longtemps été exclu du pouvoir. Peu après, Georges Ier, lui-même âgé, renonce à ses droits en faveur de son fils aîné Valdemar VI, qui devient ainsi le corégent d'Adolphe jusqu'à la mort de ce dernier en 1473, avant de devenir régulièrement celui d'Albert VI, de Philippe et des deux fils d'Adolphe, Magnus et Adolphe II. Vingt-cinq ans plus tard, en 1508, les derniers descendants en ligne masculine d'Adolphe Ier, Magnus et Adolphe II, renoncent formellement à tous leurs droits sur la principauté d'Anhalt-Köthen, dont la lignée s'éteint à leur mort.

## Union et postérité
À Ruppin, le 2 novembre 1442, Adolphe épouse Cordula (morte le 1er juin 1508), fille d'Albert III, comte de Lindow-Ruppin. Ils ont sept enfants :
- Anne (morte le 1er août 1485), abbesse de Derenburg ;
- Magdeleine (morte après 1481), nonne à Quedlinbourg en 1481 ;
- Bernard (mort jeune) ;
- Melchior (mort jeune) ;
- Magnus d'Anhalt-Köthen ;
- Guillaume (né en 1457 à Marbourg - mort le 29 août 1504), devient franciscain et renonce à ses droits avant la mort de son père ;
- Adolphe II d'Anhalt-Köthen.